# Lounice
Lounice (německy Launitz) je osada, která je součástí města Litvínov v okrese Most v Ústeckém kraji. Nachází se v Krušných horách v nadmořské výšce 510 metrů, asi 3,5 kilometru severozápadním směrem vzdušnou čarou od centra Litvínova. Do obce vede údolím Zálužského potoka silnice III. třídy č. 0136, která zde končí.

## Název
Název vesnice je odvozen z příjmení Lúň ve významu ves lidí Louňových. V historických pramenech se jméno vsi objevuje ve tvarech: Lauwicz (1398), z Lunicz (1439), Lounice (1654), Launitz (1787, 1846) a Lounice i  Launitz (1854).

## Historie
První písemná zmínka o Lounici pochází z roku 1398 a nachází se v seznamu příslušenství hradu Rýzmburk při jeho prodeji míšeňskému markraběti. Před rokem 1848 patřila vesnice městu Mostu, které ji začlenilo do svého panství Kopisty. Po roce 1850 se stala osadou obce Janov, od roku 1986 Hamru a posléze byla i s Hamrem připojena k Litvínovu.
Obyvatelstvo nacházelo obživu především v lesnictví, částečně se živilo zemědělstvím. Na jižním konci Lounice, na tzv. Červené louce, stával vodní mlýn, který skončil na konci 19. století pro nedostatek vody.
V železniční stanici Litvínov začíná červeně značená turistická stezka, která vede přes Písečnou na Lounici a pokračuje kolem Vodní nádrže Janov k rozhledně Jeřabina.

## Obyvatelstvo
Při sčítání lidu v roce 1921 ve vsi žilo 56 obyvatel (z toho 27 mužů) německé národnosti a římskokatolického vyznání. Podle sčítání lidu z roku 1930 měla vesnice 59 obyvatel s nezměněnou národnostní a náboženskou strukturou.
|                                                                         | 1869 | 1880 | 1890 | 1900 | 1910 | 1921 | 1930 | 1950 | 1961 | 1970 | 1980 | 1991 | 2001 | 2011 |
| ----------------------------------------------------------------------- | ---- | ---- | ---- | ---- | ---- | ---- | ---- | ---- | ---- | ---- | ---- | ---- | ---- | ---- |
| Obyvatelé                                                               | 92   | 59   | 51   | 65   | 49   | 56   | 59   | 33   | 20   | 20   | 8    | 8    | 12   | 17   |
| Domy                                                                    | 15   | 13   | 13   | 15   | 12   | 13   | 13   | 9    | .    | 5    | 4    | 3    | 6    | 8    |
| Počet domů z roku 1961 je zahrnut v domech místní části Horní Litvínov. |      |      |      |      |      |      |      |      |      |      |      |      |      |      |